# Elekes Károly (lelkész)
Elekes Károly (Árapatak, 1813. – 1878. február 14.) református lelkész, esperes és az egyházkerület főjegyzője.

## Élete
Atyja szintén református lelkész volt; tanulmányait a nagyenyedi Bethlen főiskolában végezte, ahol 1836-ban a logikusok tanításával bízták meg; ugyanekkor kitűnt a Bethlen-ünnepélyen tartott beszédével. 1837-ben Bécsbe ment a protestáns teológiai akadémiára, ahonnan hazatérve 1838-ban Gyulafehérvár választotta lelkészéül. 1849-ben a város békekövetül küldötte a román fölkelők táborába; amikor ezek a környéket földúlták, az erdőkbe menekülő magyarokat felkereste, ruhával és élelemmel látta el, és falvaikba való visszatérésre bírta őket. A vész lecsillapultával maga szervezte két templomnak, öt iskolának és 9 paplaknak romjaikból újra építését. 1850-ben a gyulafehérvári egyházmegye esperesévé, 1866-ban az erdélyi egyházkerület főjegyzőjévé választották meg. Szász Domokos mondott fölötte emlékbeszédet, amely Isten szolgája címmel jelent meg (Kolozsvár, 1878).

## Munkái
- Az ifjak jó aránylatu neveltetésökből sarjadzik nemzeti erő, boldogság. A Bethlen Gábor hálaemléke napján elmondotta… Nagy-Enyeden, tavaszutó 24. 1837. Nagy-Enyed, 1837.
- Napló-töredékek címmel jelentek meg belföldi utazásainak élményei az erdélyi Nemzeti Társalkodóban, a pesti Regélőben és Athenaeumban (1837–1838).
- A károlyfehérvári egyházmegye és ezen egyházmegyébeni egyházak történelme az Erdélyi ev. ref. Névkönyvben (1863–65) jelent meg.